# End of Days
End of Days (El fin de los días en España y El día final en Hispanoamérica) es una película estadounidense de 1999 dirigida por Peter Hyams y protagonizada por Arnold Schwarzenegger. y cuenta la historia de un ex policía quien, se ve envuelto en un conflicto religioso y debe proteger a una joven inocente que es elegida por las fuerzas del mal para concebir al Anticristo.

## Argumento
En 1979, un sacerdote en el Vaticano ve un cometa que se arquea sobre la luna (descrito como el "ojo de Dios"), que anuncia el nacimiento de una elegida para ser la madre del niño de Satanás. Aunque una facción de la iglesia insiste en que la única solución eficaz es asesinar a la niña, el Papa rechaza tomar la vida de una inocente y envía una misión para encontrar y proteger a la niña. 
En Nueva York, una niña recién nacida: Christine York, es identificada por satanistas, incluido su médico el Dr. Abel y su enfermera y futura tutora Mabel como la elegida para engendrar al hijo de Satanás en la víspera de Año Nuevo de 1999, siendo bautizada con la sangre de una serpiente.
A finales de 1999 Satanás, quien necesita un cuerpo físico para moverse en este mundo, posee a un banquero de inversión en un restaurante, luego destruye el lugar, matando a muchos adentro. El exdetective de policía Jericho Cane un tipo suicida y alcohólico, deprimido desde los asesinatos de su esposa y su hija trabaja para una compañía de seguridad privada y culpa a Dios por su difícil situación. Jericho y su compañero de trabajo Bobby Chicago están asignados para proteger al banquero poseído. Un sacerdote, Thomas Aquinas, intenta sin éxito matar al banquero. Jericho captura a Thomas, quien le dice: "Los mil años han terminado, el ángel oscuro ha sido liberado de su prisión" y le advierte que una niña es fundamental. Jericho dispara a Aquinas, quien es arrestado por Marge Francis detective del NYPD y excolega de Jericho, posteriormente ella le dice que es imposible que Thomas dijera algo ya que no tiene lengua.
Jericho interroga al padre Kovak, un sacerdote que conocía a Aquinas y este pregunta a Jericho si cree en Dios; cuando dice que no, el sacerdote le dice que Aquinas fue enloquecido por fuerzas que un ateo no podría entender. Jericho y Bobby investigan por su cuenta el departamento de Aquinas y encuentran su lengua en un frasco, mensajes escritos con sangre en las paredes y una foto de la muchacha, lo que les hace suponer que es una pieza importante del asunto. Marge se presenta en el lugar y les llama la atención por interferir en la investigación, sin embargo les explica que Thomas Aquinas fue un visionario muy prometedor del Vaticano y fue enviado a Nueva York donde fue párroco hasta que desapareció hace seis meses, aun así ambos ocultan a la policía la existencia de la joven. 
Mientras tanto, Satanás se infiltra en el hospital y crucifica a Aquinas en el techo. Cuando Jericho, Bobby y Marge descubren el cuerpo ven que el atacante escribió mensajes bíblicos en su piel con un cuchillo, además de la frase "Cristo en York" (Christ in York), sin embargo al descubrir que Aquinas sigue vivo un oficial lo acribilla sin motivo. Jericho razona que la frase ha sido malinterpretada y en realidad se trata del nombre Christine York, a quien se dispone a identificar y encontrar para aclarar todo.
Jericho y Bobby encuentran a Christine en su departamento, salvándola de caballeros del Vaticano asesinos, tras lo cual asumen la tarea de mantenerla protegida; ante esto Mabel se niega a llevarla con Satanás temiendo que estos la sigan y los descubran, por lo que Satanás decide ir en persona. Al llegar hace explotar la camioneta de Bobby, matándolo. Mabel ataca a Jericho demostrando que a pesar de ser una pequeña anciana posee una fuerza sobrehumana a la que el hombre apenas logra sobrevivir antes de huir con la joven, por haberle fallado Satanás asesina a Mabel. Marge y el oficial del hospital, ambos satanistas, dicen a Jericho que les entregue a Christine. Jericho los mata y logran huir, pero Satanás resucita a Marge. 
Jericho lleva a Christine a la iglesia del padre Kovak en busca de respuestas. El sacerdote explica que los mensajes vistos en sueños y visiones muchas veces aparecen invertidos y en el caso del Apocalipsis, cuando Juan el Evangelista vio que el número de la bestia era el 666 en realidad lo vio de cabeza y se refería a los últimos tres dígitos del año 1999, fecha en la cual Satanás podría caminar libre en la tierra, tras mil años en el infierno, para buscar a Christine y poseer a un hombre para tener un cuerpo con el cual embarazarla entre las 23:00 y la medianoche de la víspera de Año Nuevo, marcando el comienzo del "fin de los días" al convertirla en la madre del anticristo. Christine acepta la protección de Kovak, ya que Satanás no puede detectarla estando en terreno sagrado, además el sacerdote ha llamado a agentes de la iglesia para que la ayuden, pero Jericho cree que todo es una tontería y regresa solo a su departamento.
Satanás se infiltra en el departamento de Jericho, mostrándole una visión del asesinato de su familia, revelando como es que murieron ejecutadas por asesinos enviados por los criminales que él investigaba cuando era policía ya que no pudieron sobornarlo y decidieron usarlas como castigo. Sin embargo, cuando Satanás intenta tentar a Jericho ofreciendo revivirlas a cambio del paradero de Christine, él lo arroja a través de la ventana de su departamento. Posteriormente aparece Bobby y le explica que logró escapar del vehículo antes de la explosión, ambos deciden ir a la iglesia a proteger a la joven.
En la iglesia, el plan de Kovak es mantenerla oculta hasta después de año nuevo, obligando al demonio a fracasar y volver al infierno, pero el cardenal y los sacerdotes que se presentan intentan matar a Christine, revelando que pertenecen a la facción que propuso su muerte y han decidido desobedecer al Papa alegando que ellos tienen la razón, sin embargo Jericho llega evitando que la maten y escapan juntos; Satanás se presenta y mata a los clérigos del Vaticano antes de salir en persecución de la muchacha y su guardián. Jericho es traicionado por Bobby quien lo entrega a un grupo de satanistas mientras se lleva a Christine. En venganza Satanás ordena que crucifiquen a Jericho y lo dejen vivir para que vea el fin del mundo.
Kovak rescata a Jericho y cura sus heridas, por lo que este se arma con artillería pesada y rastrea el auto de Bobby logrando dar con el lugar de la ceremonia. Una vez allí, evita la violación de Christine y enfrenta a Satanás y los cultistas. Bobby revela que está en alianza con Satanás porque mientras moría quemado el dolor lo hizo sucumbir a la tentación y a cambio de salvarse pactó para engañarlo y que les revelara el escondite de la muchacha. Bobby amenaza matar a Jericho, pero este apela a su bondad logrando que se niegue a obedecer al diablo incumpliendo su pacto, por lo que Satanás nuevamente lo quema vivo. Jericho escapa con Christine a un túnel del metro, donde tras una persecución destruye el cuerpo humano del demonio, viéndose obligado a perseguirlos en su forma real.
Jericho y Christine escapan a otra iglesia, donde el hombre renueva su fe en Dios y ora pidiendo fortaleza. Satanás se enfrenta a Jericho y lo posee minutos antes de la medianoche. En el cuerpo de Jericho, intenta violar a Christine, pero este demuestra la fortaleza necesaria para pelear por el control de su cuerpo lo suficiente como para sacrificar su vida empalándose contra la espada de una estatua del Arcángel San Miguel. 
Al filo de la medianoche, Dios libera al cuerpo moribundo de Jericho, envía a Satanás de vuelta al infierno y el mundo celebra el nuevo milenio. Jericho entonces ve a su esposa e hija esperando para llevarlo al más allá y muere en paz, mientras Christine espera junto a su cuerpo a las autoridades.

### Final alternativo
Se filmó un final alternativo en el que Jericho vuelve a la vida después de ser empalado en la espada de la estatua que era la imagen del Arcángel San Miguel y abandona la iglesia con Christine, pero las audiencias de prueba preferían la versión original. El final fue utilizado en la novela de la película.

## Reparto
- Arnold Schwarzenegger ..... Jericho Cane
- Robin Tunney ..... Christine York
- Gabriel Byrne ..... Satan/Banquero
- Kevin Pollak ..... Bobby Chicago
- CCH Pounder ..... Detective Marge Francis
- Derrick O'Connor ..... Thomas Aquinas
- Miriam Margolyes ..... Mabel
- Udo Kier ..... Doctor Abel
- Victor Varnado ..... Albino
- Mark Margolis ..... Sacerdote
- Rod Steiger ..... Padre Kovak